# Nhóm ngôn ngữ Mondzi

Châu tự trị Văn Sơn ở Vân Nam, Trung Quốc

Nhóm ngôn ngữ Mondzi (Mangi) là một nhóm nhỏ các ngôn ngữ của nhóm ngôn ngữ Lô Lô-Miến trong phân loại Lama (2012).
Nhóm ngôn ngữ Mondzi được nói ở châu Văn Sơn, Vân Nam, Trung Quốc và bên kia biên giới ở Hà Giang, Việt Nam. Theo Hsiu (2014), nhóm ngôn ngữ Kathu có liên quan.

## Phân loại
Hsiu (2014: 73) phân loại các ngôn ngữ Mondzi như sau. Các ngôn ngữ bổ sung từ Hsiu (2017) cũng được xem xét.
- Kathu (Thou)
- Mondzi hạt nhân (Mang hạt nhân) 
  - Muangphe
  - Mango, Manga
  - Maang (còn được gọi là Mo'ang, Meang)
  - Mondzi, Mantsi
  - Maza
  - Mauphu [2], Motang [3]
  - Mongphu [4]

Phân loại sửa đổi các ngôn ngữ Mondzi của Hsiu (2018)  như sau.
- Mondzi Tây Bắc: Kathu, Thou
- Mondzi lõi (hạt nhân) 
  - Mondzi Nam: cụm Munji/Mantsi
  - Mondzi Đông Nam: cụm Meang/Maang
  - Mondzi Đông 
    - Cụm Mango/Manga
    - Mongphu
    - Maza

  - Mondzi Trung tâm 
    - Muangphe
    - Mauphu, Motang

## Thay đổi âm thanh
Lama (2012) liệt kê những thay đổi âm thanh sau đây từ Lô Lô nguyên thủy như những đổi mới của Mondzi.
- *tsʰ- > s-
- *ɣr- > ʐ-
- *ɣʷ- > b-